# Шемеш, Адам
А́дам Ше́меш (пол. Adam Szemesz; 1808, Слуцкий уезд — 1864, Минск) ― белорусско-польский живописец, искусствовед.

## Биография
Родился в Слуцком уезде в семье старосты. Учился в Виленской художественной школе при Виленском университете. В 1831 году жил в Минске, где плодотворно занимался живописью. Женился на Паулине Фелинской (1819—1843), сестре Зигмунта Феликса Фелинского (1822—1895), архиепископа Варшавы, причисленного католической церковью к лику святых, дочери известной впоследствии в Польше писательницы Евы Вендорф-Фелинской (1793—1859) и Герарда Фелинского. Молодая семья жила на Бобруйщине.
В 1842 году Адам Шемеш по подозрению в антиправительственной деятельности выслан в Херсон. Паулина отправляется с ним. Благодаря портрету губернатора Б. И. Пестеля, написанному Шемешом, художника переводят из захолустного Херсона в Саратов. В Саратове при родах Паулина Фелинская умирает. Приехавшая её мать, Ева Фелинская, уезжает с новорождённым ребёнком Павлом в своё украинское поместье Воютин.
В 1846 году Адам Шемеш приезжает в Минск.

## Творчество

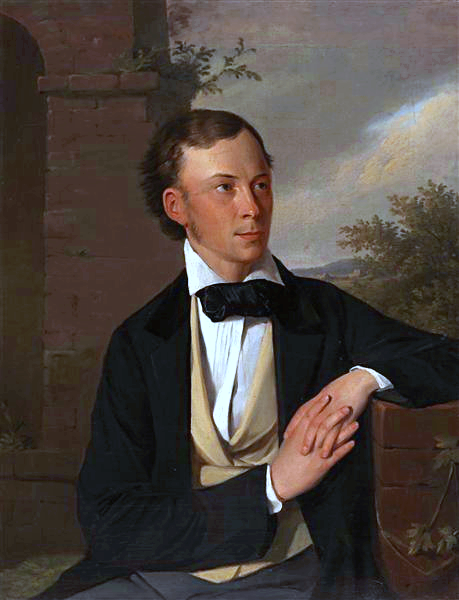
Адам Шемеш. Портрет Владислава Сырокомли

Творчество Адама Шемеша связано с художественной жизнью Белоруссии, Литвы и Польши. Он остался в истории искусства как живописец-портретист и искусствовед, автор ряда статей по изобразительному искусству. Его перу принадлежит довольно подробный очерк о Виленской школе живописи.
Им написаны «Воспоминания о Дамеле». С ним в своё время советовался Владислав Сырокомля, составляя описание памятников изобразительного искусства Минска.
Адамом Шемешом написана перед отъездом икона Матери Божией в херсонском костёле.
В Минске он написал портреты Владислава Сырокомли и Станислава Монюшко. Будучи почитателем поэзии Адама Мицкевича, создал иллюстрации к поэме «Конрад Валленрод» и к другим произведениям польского поэта. К нему за советами обращались и уже вполне сложившиеся живописцы — Я. Дамель, В. Ванькович, М. Кулеша и другие.
Вернувшись в 1846 году в Минск, Шемеш написал несколько незаурядных портретов, среди которых выделяется портрет его тёщи Евы Фелинской.
В Минске именем Адама Шемеша названа улица.